# Peyrat-de-Bellac
Peyrat-de-Bellac – miejscowość i gmina we Francji, w regionie Nowa Akwitania, w departamencie Haute-Vienne.
Według danych na rok 1990 gminę zamieszkiwało 1137 osób, a gęstość zaludnienia wynosiła 36 osób/km² (wśród 747 gmin Limousin Peyrat-de-Bellac plasuje się na 103. miejscu pod względem liczby ludności, natomiast pod względem powierzchni na miejscu 148.).

## Populacja

Populacja Peyrat-de-Bellac w latach 1962–2008